# Eusattodera
Eusattodera là một chi bọ cánh cứng trong họ Chrysomelidae.
Chi này được miêu tả khoa học năm 1906 bởi Schaeffer.

## Các loài
Các loài trong chi này gồm:
- Eusattodera delta (Wilcox, 1965)
- Eusattodera intermixtus (Fall, 1910)
- Eusattodera luteicollis (Leconte, 1868)
- Eusattodera pini (Schaeffer, 1906)
- Eusattodera rugosus (Jacoby, 1888)
- Eusattodera thoracicus (Melsheimer, 1806)